# Université technique du Danemark
Pour les articles homonymes, voir DTU.
L'université technique du Danemark (en danois : Danmarks Tekniske Universitet), souvent appelée DTU, est une université fondée en 1829 et située au nord de Copenhague, au Danemark. Sa formation d'ingénieur est classée parmi les meilleures d'Europe, et la meilleure de Scandinavie.

## Présentation

### Histoire
L'université technique du Danemark a été fondée en 1829 sous le nom « Établissement d'enseignement polytechnique » (en danois : Den Polytekniske Læreanstalt). L'initiative a été prise par le renommé physicien Hans Christian Ørsted (ensuite professeur à l'université de Copenhague) il a été aussi principal de cet établissement jusqu'à sa mort en 1851. L'idée de créer cet établissement lui est venue de l'École polytechnique, qu'il avait visitée en tant que scientifique.
En 1933 l'institution était officiellement appelée Danmarks Tekniske Højskole (DTH), qu'on peut traduire comme « École supérieure technique du Danemark ». Finalement le 1er avril 1994, en lien  avec la jonction de Danmarks Ingeniørakademi (DIA) et la DTH, le nom danois a été changé en Danmarks Tekniske Universitet, afin d'inclure le mot « Université », d'où le sigle DTU sous lequel l'université est connue aujourd'hui.

### Localisation
L'université est située sur une plaine connue sous le nom de Lundtoftesletten dans le nord-est de la ville de Kongens Lyngby. Cet endroit était précédemment occupé par le terrain d'aviation Lundtofte Flyveplads.

### Le campus

#### Organisation
Le campus est divisé en quatre parties (en danois : kvadrant) numérotées de 1 à 4, la numérotation suivant la numérotation conventionnelle des quadrants du plan cartésien, le nord en haut. Les quadrants 1 et 2 (au nord) sont séparés des quadrants 3 et 4 (au sud) par la route Anker Engelunds Vej allant dans la direction est-ouest.

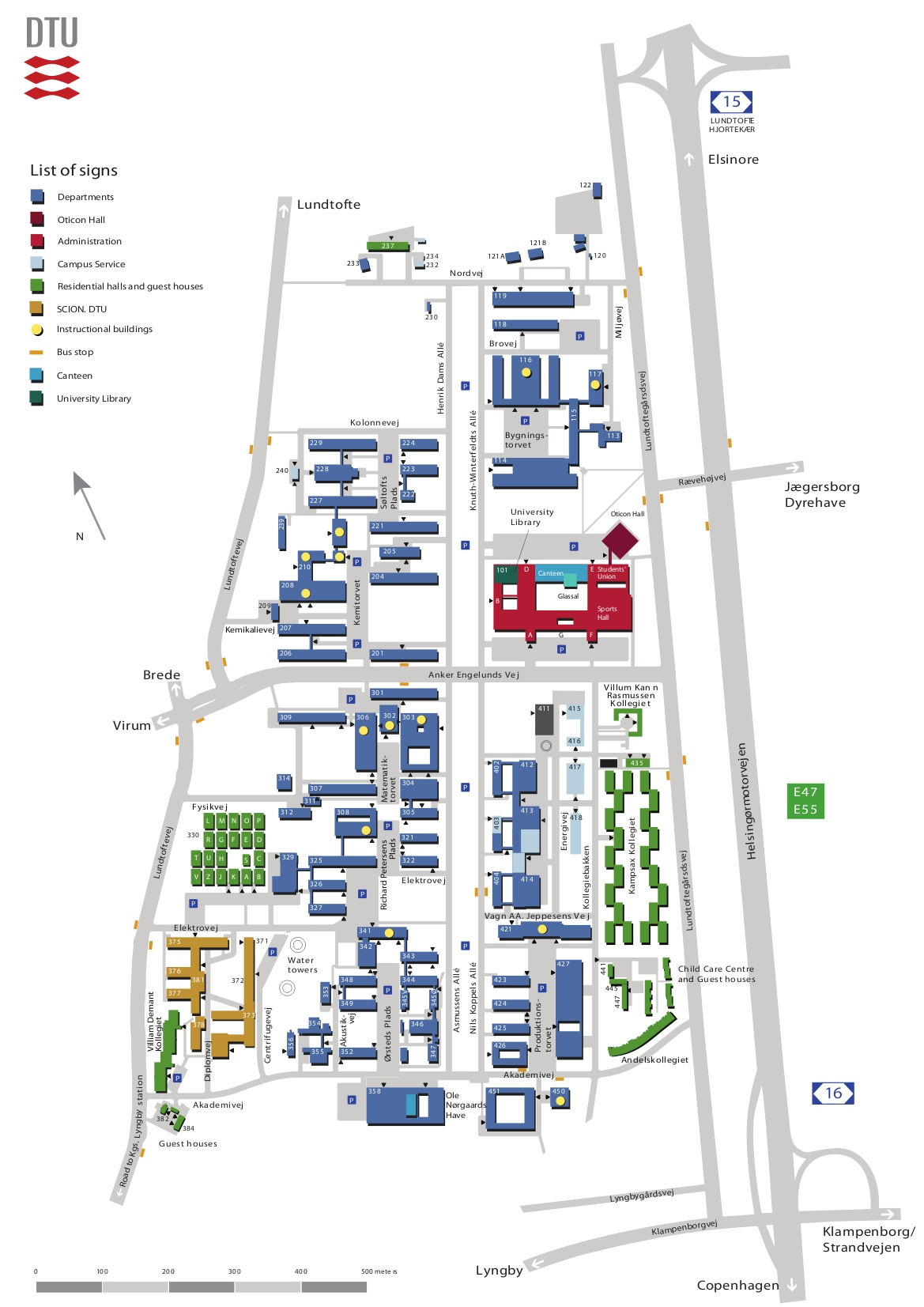
Carte du DTU

Les bâtiments de l'université sont numérotés en fonction du quadrant dans lequel ils sont situés : le chiffre des centaines représente le numéro de quadrant, puis les chiffres des dizaines et des unités identifient le bâtiment.
Le bâtiment 101 est le bâtiment principal, situé dans le quadrant Nord-Est. Il regroupe l'administration, le restaurant universitaire (en danois : kantine), les salles de sport et la bibliothèque universitaire (anciennement DTV puis depuis février 2009 DTIC pour Danmarks Tekniske Informationcenter signifiant Centre d'Information Technique du Danemark).

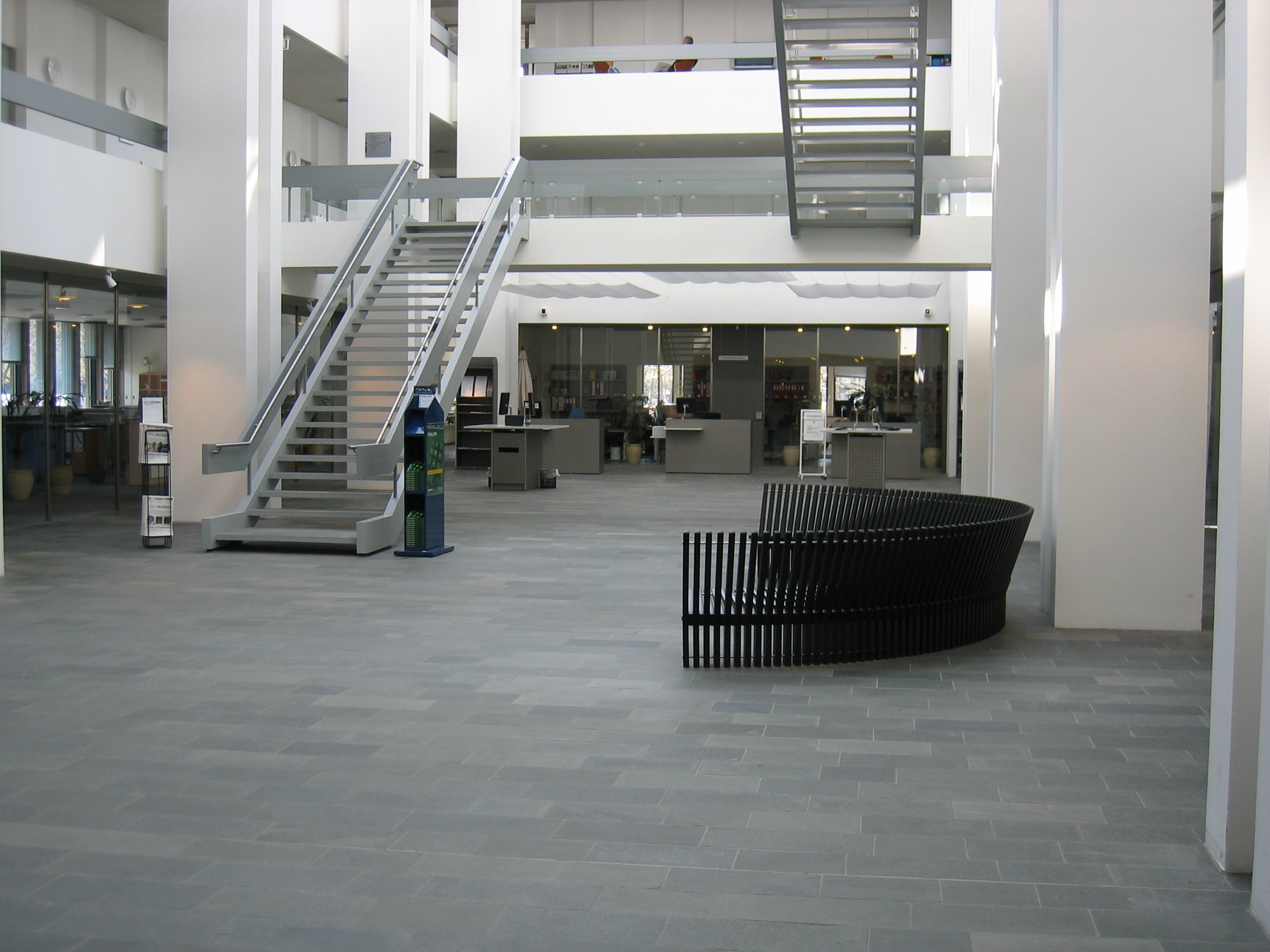
Le bâtiment 101 (administration)

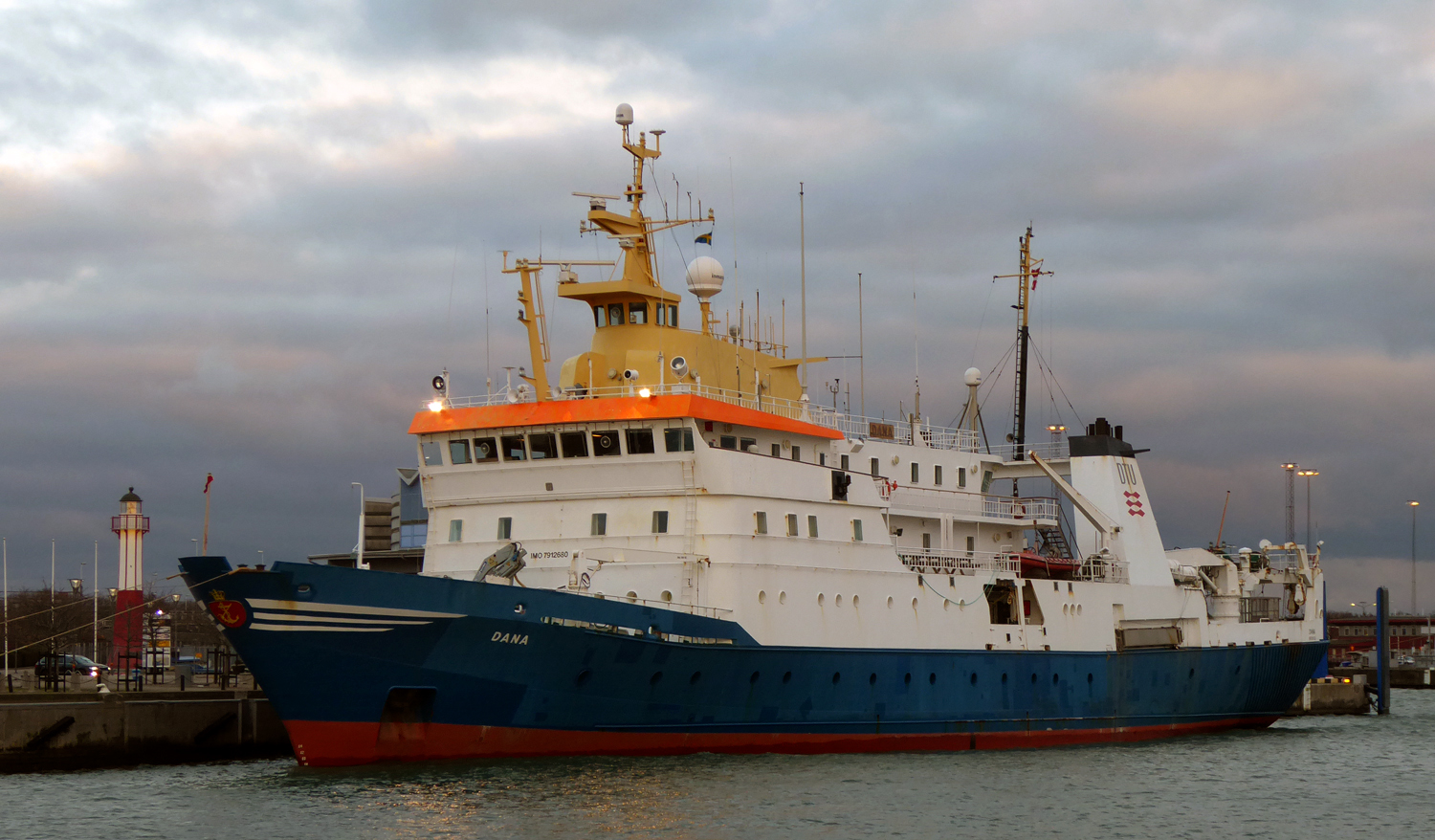
R/V Dana is DTU's research vessel, visiting Ystad 18 novembre 2016.

#### Logements étudiant
La majorité des étudiants étrangers en échange au DTU vivent chez l'habitant ou dans une résidence étudiante (en danois : kollegium) à proximité du campus. Trois résidences étudiantes sont implantées au sein même du campus :
- (en) Le Campus Village est une résidence universitaire composée de bâtiments préfabriqués appelés containers. Chaque étudiant dispose d'une chambre individuelle et partage cuisine, salle de bain et toilettes avec les huit autres habitants du container. La plupart des étudiants vivants au Campus Village étudient au DTU dans le cadre d'un programme d'échange (Erasmus par exemple) pour une période d'un ou deux semestres universitaires. Cette résidence réunit des étudiants venant de pays différents, les échanges culturels y sont favorisés et l'ambiance conviviale. Le Campus Village est situé dans le quadrant no 3 (au sud-ouest), le plus proche du centre-ville de Kongens Lyngby.

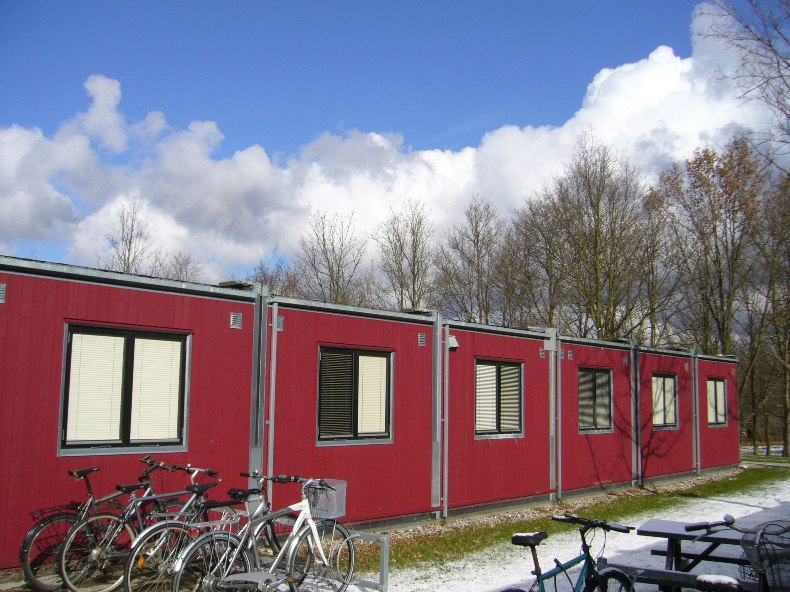
Un container au Campus Village

- (da) Le Kampsax Kollegiet (appelé plus communément par les étudiants Kampsax) est une résidence étudiante située dans le quadrant no 4 (sud-est du DTU). Elle regroupe 521 chambres individuelles et 31 cuisines communes. (Coordonnées : 55° 46′ 55,82″ N, 12° 31′ 26,65″ E)

- Le Villum Kann Rasmussen Kollegiet est un kolleigum situé à proximité de Kampsax.

- (da) Le William Demant Kollegiet est un kollegium situé au sud-ouest du DTU, à proximité du Campus Village, il regroupe 100 chambres individuelles. (Coordonnées : 55° 46′ 55″ N, 12° 30′ 42″ E)

#### Ressources informatiques
Chaque étudiant inscrit au DTU reçoit un identifiant et un mot de passe lui donnant accès aux ressources informatiques :
- l'ouverture d'une session sur tout ordinateur des salles informatiques;
- l'accès au Wi-Fi;
- l'accès au portail étudiant (CampusNet) sur lequel les étudiants peuvent consulter leurs notes, s'inscrire aux cours, créer des groupes...

Le campus regroupe plusieurs salles informatiques (appelées Databars) où les étudiants ont la possibilité d'utiliser des logiciels de bureautique, des logiciels de calcul et d'accéder à internet.
|       | Localisation | Système d'exploitation           | Imprimante(s)                  | Scanner |
| ----- | ------------ | -------------------------------- | ------------------------------ | ------- |
| B-Bar | Bâtiment 116 | Windows                          | Noir et blanc, couleur, poster |         |
| E-Bar | Bâtiment 345 | Multiboot Windows / Debian Linux | Noir et blanc                  | Non     |
| G-Bar | Bâtiment 302 | Solaris                          | Noir et blanc                  | Non     |
| K-Bar | Bâtiment 208 |                                  |                                | Oui     |
| M-Bar | Bâtiment 421 | HP-UX                            | Noir et blanc                  | Non     |
| DTIC  | Bâtiment 101 | Windows                          | Noir et blanc                  | Oui     |

### Départements et instituts
- DTU Aqua : Institut national des ressources aquatiques
- DTU Cen : Institut de nanoscopie électronique
- DTU Chemical Engineering : Département de génie chimique
- DTU Chemistry : Département de chimie
- DTU Civil Engineering : Département de génie civil
- DTU Danchip
- DTU Electrical Engineering : Département de génie électronique (anciennement Ørsted•DTU)
  - Département d'acoustique (AT)
  - Département d'automatisme (AU)
  - Département de génie biomédical
  - Département de génie électrotechnique
  - Département d'électronique et électromagnétisme
- DTU Environment : Département de génie écologique
- DTU Food : Département d'ingénierie alimentaire
- DTU Fotonik : Département de génie photonique
- DTU Informatics : Département de génie informatique
- DTU Management Engineering : Département de management
- DTU Mathematics : Département de mathématiques
- DTU Mechanical Engineering : Département de génie mécanique
- DTU Nanotech : Département de micro- et nanotechnologie
- DTU Physics : Département de physique
- Risø DTU : Laboratoire national pour les énergies renouvelables
- DTU Space : Institut national d'astronomie
- DTU Systems Biology : Département des systèmes biologiques
- DTU Library : Bibliothèque universitaire
- DTU Vet : Institut national vétérinaire
- DTU Transport : Institut de génie logistique et transports

## Formation

### Licence
Les programmes de licence sont dispensés en danois.
- Bachelor of Science in Engineering (BSc)
- Bachelor of Engineering (BEng)

### Maîtrise
Voici la liste des Masters of Science in Engineering (MSc) dispensés en langue anglaise et ouvert aux étudiants étrangers :
- Advanced and Applied Chemistry
- Aquatic Science and Technology
- Architectural Engineering
- Biotechnology
- Chemical and Biochemical Engineering
- Civil Engineering
- Computer Science and Engineering
- Design and Innovation
- Electrical Engineering
- Engineering Design and Applied Mechanics
- Environmental Engineering
- Food Technology
- Engineering Management
- Materials Engineering
- Mathematical Modeling and Computation
- Physics and Nanotechnology
- Telecommunication
- Transportation and Logistics
- Applied ICT
- Engineering Acoustics
- Petroleum Engineering
- Sustainable Energy
- Systems Biology
- Wind Energy

## Relations internationales
L'université est membre de l’Université de l'Arctique. UArctic est un réseau international d’universités, d’instituts de recherche et d’organisations ayant pour but de promouvoir, coordonner et soutenir la recherche ainsi que l’éducation en régions arctiques.

## Élèves notables et professeurs
- Craig Barrett (PDG d'Intel)
- Dines Bjørner
- Per Brinch Hansen
- Ludvig Colding
- Henrik Dam
- Anker Engelund
- P. Ole Fanger
- Werner Fenchel
- Henrik Wann Jensen
- Anders Hejlsberg
- Martin Knudsen
- Peter Naur
- Jakob Nielsen
- P. O. Pedersen
- Jens Ulstrup
- Hans Christian Ørsted (fondateur et premier recteur)
- Finn Jacobsen
- Finn T. Agerkvist
- Torben Poulsen
- Mogens Ohlrich (chef du département d'acoustique)
- Torsten Dau